# Salles-sur-Mer
Salles-sur-Mer es una comuna francesa situada en el departamento de Charente Marítimo, en la región de Nueva Aquitania.

## Demografía
| 667 | 647 | 926 | 1369 | 1441 | 1611 | 2407 |
| Para los censos de 1962 a 1999 la población legal corresponde a la población sin duplicidades (Fuente: INSEE [Consultar]) |     |     |      |      |      |      |